# Михаловце
Михаловце (слч. Michalovceⓘ, мађ. Nagymihály) град је на реци Лаборец на истоку Словачке. Михаловце је највећи град у истоименом округу у Кошичком крају. У граду живи око 40.000 становника.

## Географија
Град се налази у кошичком крају у Источној низији, у историјском региону Земплин. Налати се 60 km источно од града Кошице и 35 km западно од Ужгорода у Украјини. У околини се налазе планински венац Вигорлат као и језеро Земплинска Ширава.

## Историја
Прве насеобине на данашњем простору Михаловца су биле у Неолиту. Словени су се населили у ове крајеве у 5. веку. У 9. веку ова регија је ушла у састав Велике Моравске. Од 12 века регион је био у саставу Краљевине Мађарске. Град се знатно развио у 18. и 19. веку а од 1867. добија статус велике заједнице и постаје главни град једног дистрикта у оквиру округа Земплен. Након 1918. (потврђено Тријанонским споразумом) Михаловце са словачким остатком Земпленског округа улази у састав Чехословачке. У оквиру самосталне Словачке, Михаловце се налази у оквиру округа Михаловце.

## Становништво
| Година:    | 1994.  | 2004.   | 2014.   | 2024.    |
| ---------- | ------ | ------- | ------- | -------- |
| Број људи: | 40 836 | 39 842  | 39 510  | 35 310   |
| Разлика:   |        | -2,43 % | -0,83 % | -10,63 % |

| Година:    | 2023.  | 2024.   |
| ---------- | ------ | ------- |
| Број људи: | 35 584 | 35 310  |
| Разлика:   |        | -0,77 % |

Према попису из 2001. у граду је живело 39.948 становника. Од тога 94,57% су били Словаци, 2,24% Роми, 0,73% Чеси и 0,47% Украјинци. Католици су чинили 53,92% становништва, Гркокатолици 19,65%, 9,73% атеисти и 5,19% Православци.

## Познате особе
- Горазд Звоницку (*1913 – † 1995), СДБ, римокатолички cвештеник, песник, књижевни преводитељ.[6]

## Градови побратими
- Чешка - Вишков
- Србија - Панчево
- Шпанија - Виљареал
- Пољска - Јарослав
- Мађарска - Шатораљаујхељ

## Партнерски градови
- Јарослав
- Вишков
- Сијудад Реал
- Шатораљаујхељ
- Ужгород
- Каварна
- Кременчуг

## Галерија
- Градска пешачка улица
- Градска кућа Михајловаца
- Унијатска црква
- Земплински музеј